# Bix Beiderbecke
Pour les articles homonymes, voir Bix.
Leon Bismark Beiderbecke, dit Bix Beiderbecke, est un cornettiste, compositeur, pianiste de jazz américain, né le 10 mars 1903 à Davenport (Iowa) et mort à New York le 6 août 1931.

## Biographie
Né en 1903 à Davenport, Bix Beiderbecke apprend en autodidacte le piano et le cornet. Il se passionne pour le jazz et est très influencé par deux trompettistes : le mythique Emmett Hardy et Nick La Rocca, membre de l'Original Dixieland Jass Band. 

En 1921, alors qu'il est étudiant à l'Académie Militaire de Lake Forest, il forme son premier orchestre. Exclu de l'académie, il commence à se produire professionnellement dans des orchestres de danse de Chicago et sur les riverboats (en). Il a l'occasion d'entendre les grands trompettistes et cornettistes noirs de l'époque, notamment King Oliver et Louis Armstrong.

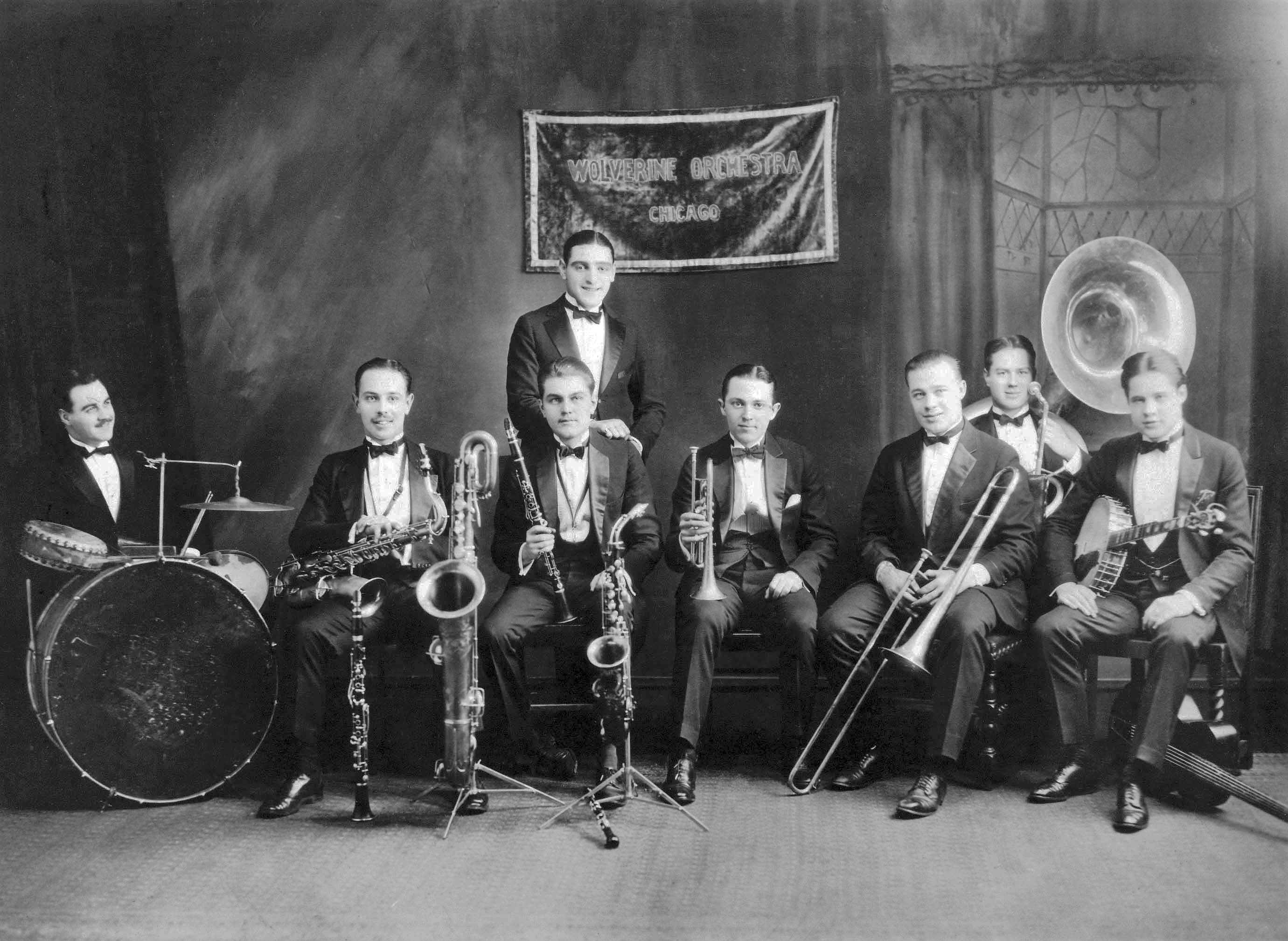
Bix Beiderbecke (5e à partir de la gauche) avec les Wolverines en 1924

En 1923, il rejoint le groupe les Wolverines (alias « Wolverine Orchestra »), dans lequel il joue principalement du cornet mais aussi parfois du piano, avec qui il enregistre ses premiers disques pour la marque Gennett Records (en). C'est à cette époque qu'il fait la connaissance de Frankie Trumbauer, spécialiste du saxophone en ut, avec qui il va collaborer à de nombreuses occasions. Il enregistre, à la même époque, avec d'autres petites formations dont les Sioux City Six.
En 1925, il rejoint l'orchestre de danse dirigé par Jean Goldkette. Il enregistre parallèlement des disques plus « jazz » sous son nom (Bix and his Rhythm Jugglers et Bix Beiderbecke's Gang), sous celui de Trumbauer ou en trio avec encore Trumbauer et le guitariste Eddie Lang.
En 1927, il rejoint l'orchestre de jazz symphonique (sic) de Paul Whiteman dont il devient vite le « soliste vedette ». Whiteman propose une musique assez ampoulée où se mêlent — de manière pas toujours heureuse — jazz, variété sirupeuse et réminiscences classiques, avec une absence totale de swing. Bix participe dans ce cadre — même, s'il faut avouer, on ne l'entend en solo que pendant 10 mesures — au premier enregistrement du Concerto en fa de George Gershwin en présence du compositeur. Bix Beiderbecke boit beaucoup et sa santé se dégrade assez vite. Whiteman, conscient du potentiel artistique du cornettiste, continue à le payer malgré des absences de plus en plus nombreuses. Bix continue à enregistrer sous son nom, celui de Trumbauer, ou d'autres petites formations mais les effets de la maladie se font ressentir sur son jeu.
Fin 1929, il arrête de jouer pendant plusieurs mois pour se soigner à Davenport. En 1930, il participe pour un temps au Casa Loma orchestra et enregistre à New York ses derniers disques avec des petites formations (sous son nom ou sous la direction d'Hoagy Carmichael).
Il meurt des suites d'une pneumonie en août 1931.
Bix Beiderbecke était aussi fasciné par la musique classique et en particulier par les compositeurs français de l'époque comme Claude Debussy ou Maurice Ravel. Il a lui-même composé des pièces pour piano fortement inspirées par cette esthétique : « In a mist » (qu'il a enregistré en 1927 et qui constitue son morceau le plus célèbre), « In the dark », « Flashes » et « Candelights ».

### Le jeu de Bix Beiderbecke
Le jeu de cornet de Bix Beiderbecke tranchait avec celui de ses contemporains, majoritairement influencé par le style de Louis Armstrong, par son phrasé legato et par une douceur de timbre (un son rond et chaud) qui préfigure ce qui, après-guerre, sera le style cool. Son lyrisme mélancolique fait de lui un des musiciens les plus touchants de l'histoire du jazz. Une autre caractéristique de son jeu particulier est fait comme Frankie Trumbauer de soudaines envolées avec une seule brève note généralement jouée un peu au-dessus de la tessiture du thème. Ses dons de soliste se remarquent notamment dans Singin' the Blues.
La « légende » — assez éloignée de la réalité (Bix était très bien payé chez Whiteman et trouvait des satisfactions à jouer dans cette formation) — a fait de Beiderbecke, l'archétype de « l'artiste maudit », « fou de musique et mort jeune rongé par l'alcool car obligé de jouer dans des orchestres commerciaux ».

## Repères discographiques
- 1924 : Jazz me blues (" The Wolverine Orchestra ")
- 1925 : Davenport blues" (" Bix Beiderbecke and his Rhythm Jugglers ")
- 1926 : Sunday (" Jean Goldkette and his Orchestra ")
- 1927 : Singin' the blues (" Frank Trumbauer and his Orchestra ")
- 1927 : For no reason at all in C ("Tram, Bix and Eddie in their three piece band ")
- 1927 : In a Mist (piano solo)
- 1927 : At the jazz band ball (" Bix Beiderbecke and his Gang ")
- 1928 : San (" Paul Whiteman and his Orchestra ")
- 1928 : Mississippi mud (" Frank Trumbauer and his Orchestra ")
- 1928 : Dardanella (" Paul Whiteman and his Orchestra ")
- 1928 : Ol' man river (" Bix Beiderbecke and his Gang ")
- 1929 : Futuristic rhythm (" Frank Trumbauer and his Orchestra ")
- 1930 : Barnacle Bill, the sailor (" Hoagy Carmichael and his Orchestra ")

Bix - que ce soit sous son nom ou au sein d'autres formations - a enregistré ses 78 t pour de nombreux labels (Gennett, Victor, Rca-Victor, Okeh, Harmony, Columbia, Brunswick).
Ces enregistrements ont fait l'objet de nombreuses rééditions (compilations, "intégrales").
L'intégrale actuellement disponible la plus complète est celle en 12 cd Bix restored édité par le label AMG.

## Filmographie
Bix Beiderbecke a inspiré plusieurs réalisateurs :
- Bix, un film de 1991 dirigé par Pupi Avati avec Romano Orzari (Hoagy Carmichael)
- To Bix or not to Bix, téléfilm de 1975 de Jean-Christophe Averty,
- Bix : None of them play like him yet, un documentaire de 1982 dirigé par Brigitte Berman et avec Vic Sarin comme directeur de la photographie,

On peut voir l'adaptation du roman de Dorothy Baker :
- Michael Curtiz. La Femme aux chimères (Young man with a horn), 1950

On peut apercevoir, Bix lui-même, accompagnant Bing Crosby au sein de l'orchestre de Paul Whiteman, dans un très bref film de 1928 tourné pour les "Fox Movitone News" (disponible sur le dvd " At the jazz band Ball ", Yazoo 514).